# هدرانج شاذ
هدرانج شاذ (الاسم العلمي:Hydrangea anomala) هو نوع من النباتات يتبع جنس الهدرانج من الفصيلة الهدرانجية.